# 张丽云
张丽云（1991年4月20日—）艺名Vân Amanda。出生在胡志明市第五郡华人家庭，家族从事塑料包装，食品保鲜膜生产和经商。因演出歌手Yanbi的MV歌曲《爱情故事》（Câu chuyện tình yêu）而为人知。2013年，在歌手Only C的MV《我不索取礼物》（Anh không đòi quà）担纲女主角，在网络上走红。许多观众称她为：hotgirl không đòi quà。